# Fowleria
A Fowleria a sugarasúszójú halak (Actinopterygii) osztályához a sügéralakúak (Perciformes) rendjéhez, ezen belül a kardinálishal-félék (Apogonidae) családjához tartozó nem.

## Rendszerezés
A nembe az alábbi 8 faj tartozik:
- Fowleria aurita (Valenciennes, 1831)
- Fowleria flammea Allen, 1993
- Fowleria isostigma (Jordan & Seale, 1906)
- Fowleria marmorata (Alleyne & MacLeay, 1877)
- Fowleria polystigma (Bleeker, 1854)
- Fowleria punctulata (Rüppell, 1838)
- Fowleria vaiulae (Jordan & Seale, 1906)
- Fowleria variegata (Valenciennes, 1832)